# 1937년 사법 절차 개혁 법안

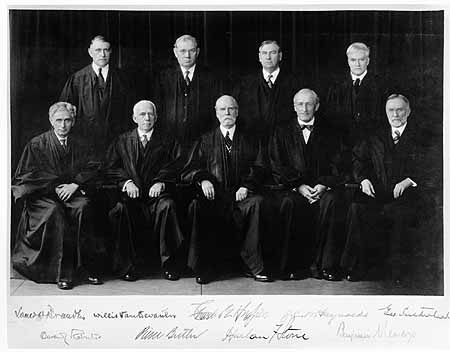
휴스 대법원, 1932년~1937년. 앞줄: 대법관 루이스 브랜다이스와 윌리스 밴 더반터, 미국의 연방 대법원장 찰스 에번스 휴스, 대법관 제임스 클라크 맥레이놀즈와 조지 서덜랜드.
뒷줄: 대법관 오언 로버츠, 버틀러, 할런 피스크 스톤, 벤저민 N. 카도조.

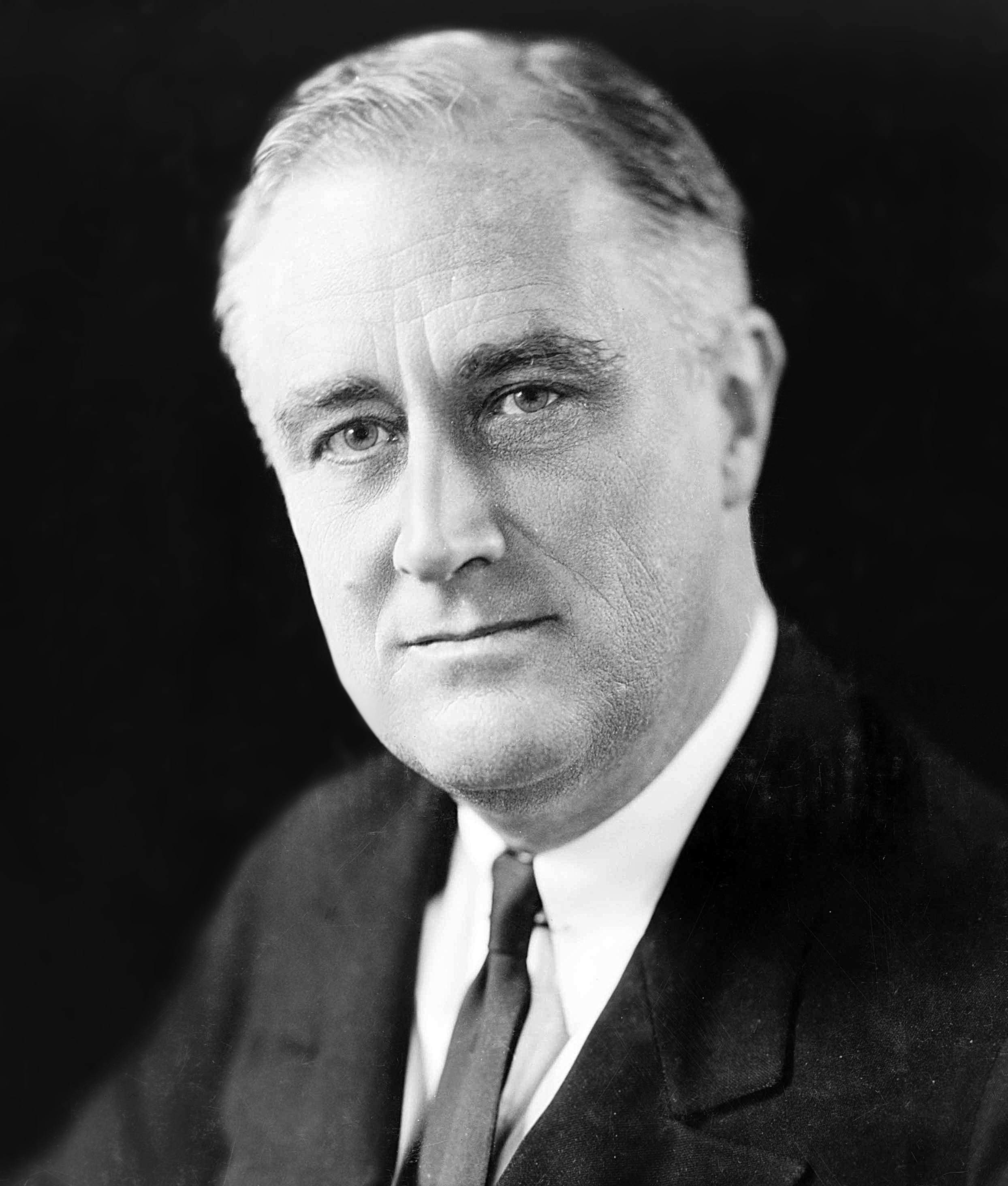
미국 대통령 프랭클린 D. 루스벨트. 대법원이 뉴딜 프로그램을 위헌으로 판결한 것에 대한 불만으로, 그는 법원의 기능 방식을 바꾸는 방법을 모색하게 되었다.

1937년 사법 절차 개혁 법안(영어: Judicial Procedures Reform Bill of 1937)은 흔히 "법원 확장 계획"(court-packing plan)으로 불리며, 미국 대통령 프랭클린 D. 루스벨트가 미국 연방 대법원에 더 많은 대법관을 추가하여 법원이 위헌으로 판결한 뉴딜 법안에 대해 유리한 판결을 얻기 위해 제안한 입법 이니셔티브였다. 법안의 핵심 조항은 대통령에게 70세 이상인 법관 1인당 최대 6명까지 미국 대법원에 추가 대법관을 임명할 권한을 부여하는 것이었다.
1869년 법원조직법에서 미국 의회는 대법원이 미국의 연방 대법원장과 8명의 미국의 연방 대법원 대법관으로 구성될 것이라고 규정했다. 루스벨트의 첫 임기 동안 대법원은 여러 뉴딜 정책을 위헌으로 판결했다. 루스벨트는 자신의 입법 발의가 정부의 헌법적 권한을 초과하지 않는다고 판결할 새로운 대법관을 임명하여 이를 뒤집으려고 했다. 미국의 헌법이 대법원의 규모를 정의하지 않기 때문에, 루스벨트는 의회가 이를 변경하는 것이 권한 내에 있다고 믿었다. 양당 의원들은 이 법안을 법원을 장악하려는 시도로 보았고, 민주당의 많은 인사들, 특히 미국의 부통령 존 낸스 가너도 이에 반대했다. 이 법안은 에드워드 루멜리가 만들어낸 "법원 확장 계획"이라는 이름으로 알려지게 되었다.
1936년 11월, 루스벨트는 압도적인 재선 승리를 거두었다. 그 후 몇 달 동안 그는 대법관이 70세가 되고 은퇴하지 않을 때마다 새로운 대법관을 추가함으로써 연방 사법부를 개편할 것을 제안했다. 이 법안은 1937년 2월 5일에 공개되었고, 1937년 3월 9일 루스벨트의 아홉 번째 노변정담 주제가 되었다. 그는 "법원이 사업의 순수한 필요성 때문에 심지어 설명도 없이 사적 소송 당사자들이 제기한 사건의 87%를 심리하기를 거부할 때 완전한 정의가 실현되었다고 말할 수 있는가?"라고 물었다. 미국의 연방 대법원장 찰스 에번스 휴스는 대통령의 발언을 공개적으로 부인하며 "우리 달력에는 사건의 정체가 없다. 3월 15일에 우리가 일어섰을 때, 우리는 불과 4주 전에 소송 허가가 허용된 사건들에 대한 변론을 들었다. 이러한 만족스러운 상황은 수년 동안 지속되었다"고 보고했다. 라디오 연설 3주 후, 대법원은 웨스트 코스트 호텔 대 패리시 사건에서 워싱턴주의 최저임금법을 지지하는 의견을 발표했다. 5대 4의 판결은 미국의 연방 대법원 대법관 오언 로버츠의 갑작스러운 법리적 전환의 결과로, 그는 뉴딜 법안을 지지하는 재판부의 편에 섰다. 로버츠는 이전에 대부분의 뉴딜 법안에 반대하는 판결을 내렸기 때문에, 그의 이번 지지는 대통령이 법원에 가하는 정치적 압력의 결과로 여겨졌다. 일부는 로버츠의 입장 변화를 뉴딜에 더 우호적인 법원을 만들라는 정치적 압력을 완화함으로써 법원의 사법권의 독립을 유지하려는 노력으로 해석했다. 이 입장 변화는 "아홉 명을 구한 시간의 전환"으로 알려지게 되었지만, 최근의 법적-역사적 연구는 로버츠의 패리시 사건 결정과 투표가 1937년 법안의 공개 발표와 도입 모두에 선행했다는 점에서 그러한 서사에 의문을 제기했다.
루스벨트의 입법 발의는 결국 실패했다. 미국 상원 사법위원회의 민주당 위원장이었던 헨리 F. 애셔스트는 위원회에서 청문회를 지연시키며 법안을 보류시켰는데, 그는 "서두르지도, 조급해하지도 말고, 낭비하지도, 걱정하지도 마라—이것이 이 위원회의 좌우명이다"라고 말했다. 그의 지연 노력 덕분에 법안은 165일 동안 위원회에 계류되었고, 법안 반대자들은 애셔스트가 법안을 좌절시키는 데 결정적인 역할을 했다고 평가했다. 이 법안은 미국 상원에서 주요 지지자였던 상원 원내대표 조지프 로빈슨의 때이른 죽음으로 더욱 약화되었다. 실패의 다른 이유로는 루스벨트 자신의 민주당 의원들이 이 법안이 위헌이라고 믿었으며, 사법위원회가 결국 "불필요하고, 헛되고, 완전히 위험한 헌법 원칙의 포기... 전례도, 정당성도 없는" 것이라고 부르는 신랄한 보고서를 발표한 것이 포함된다. 당시 관찰자들은 루스벨트의 이니셔티브를 광범위하게 정치적 책략으로 보았다. 그 실패는 직접적인 대중 호소를 통해 법안을 추진하는 루스벨트의 능력의 한계를 드러냈다. 그의 첫 임기 동안의 입법 노력에 대한 반응과 그의 이번 노력에 대한 대중의 인식은 극명한 대조를 이루었다. 루스벨트는 궁극적으로 자신의 뉴딜 법안에 우호적인 법원 내 다수파를 확립하는 데 성공했지만, 일부 학자들은 루스벨트의 승리를 피로스적이라고 본다. 또한, 루스벨트의 법원 개혁 제안을 둘러싼 정치적 싸움 중에 법원은 다양한 뉴딜 정책 및 다른 정책들을 지지하기 시작했다. 1937년 3월 29일, 법원은 여성의 주 최저임금법의 합헌성에 대한 이전 입장을 뒤집었고, 동시에 철도 노동법, 수정된 프레이저-렘케 농장 모기지 유예법, 와그너 노동관계법을 지지했다.

## 배경

### 뉴딜
1929년 월스트리트 대폭락과 대공황의 시작 이후, 프랭클린 루스벨트는 국가 경제 회복을 촉진하기 위한 "뉴딜"을 약속하며 1932년 대통령 선거에서 승리했다. 1932년 선거에서는 민주당의 새로운 다수파가 상원과 하원 모두를 장악하여 루스벨트의 개혁 정책에 입법적 지지를 주었다. 루스벨트와 제73차 의회는 모두 대공황을 종식시키기 위한 방법으로 경제에 대한 정부 개입 확대를 요구했다. 대통령의 첫 임기 동안, 연방 법원에서 다양한 뉴딜 프로그램에 대한 일련의 성공적인 이의 제기가 시작되었다. 곧 많은 뉴딜 법안, 특히 연방 정부의 권한을 확장하는 법안의 전반적인 합헌성이 대법원에 의해 결정될 것이 분명해졌다.

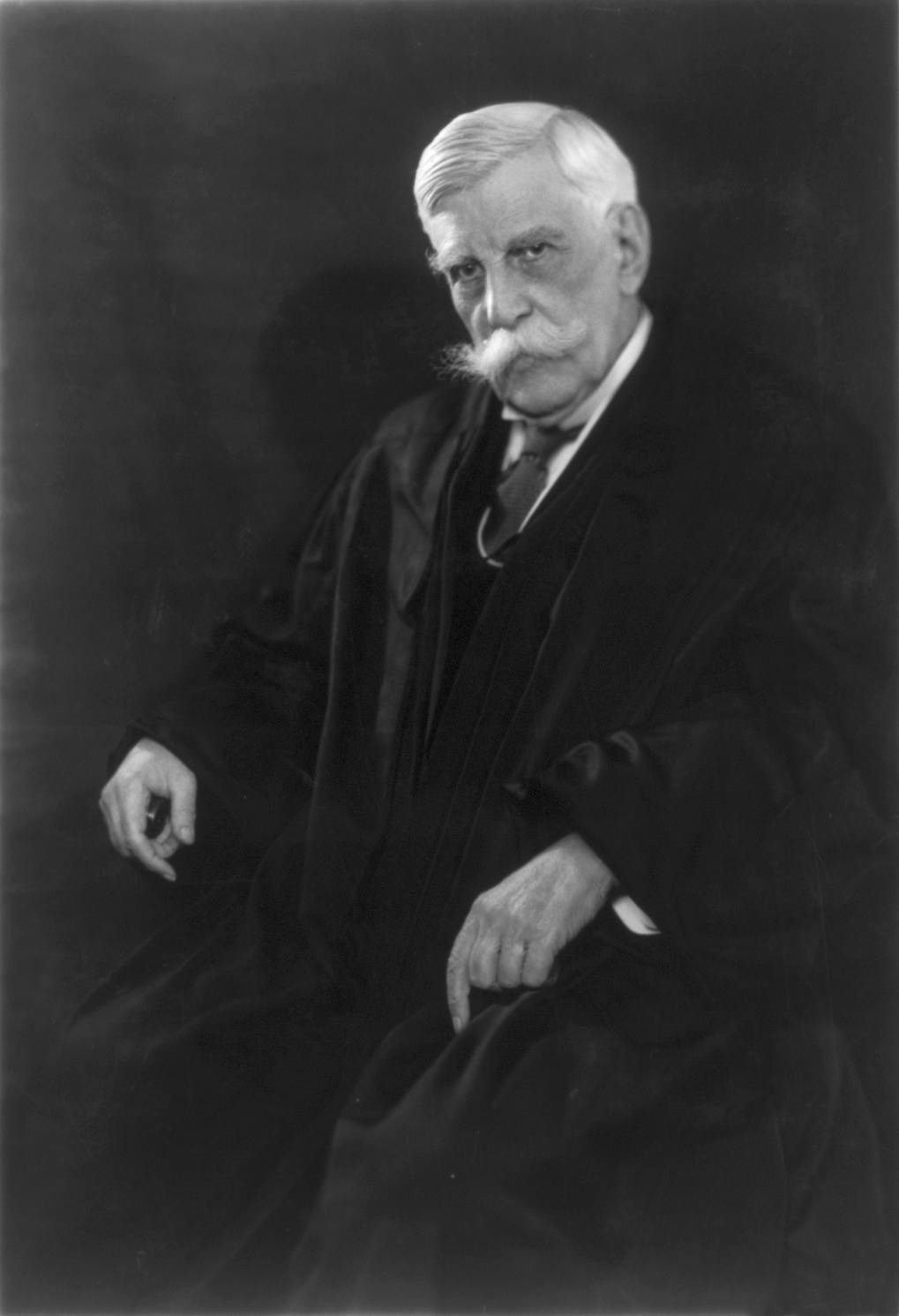
미국의 연방 대법원 대법관 올리버 웬들 홈스 주니어. 1932년 은퇴 후 뉴딜 법안으로 인해 연금의 절반을 잃은 것이 대법관 밴 더반터와 서덜랜드가 퇴임하지 않도록 설득하는 데 영향을 미친 것으로 보인다.

루스벨트의 뉴딜 정책의 사소한 측면이 루스벨트 행정부와 대법원 간의 충돌을 직접적으로 촉발했을 수도 있다. 루스벨트의 취임 직후, 의회는 경제법을 통과시켰는데, 이 법안의 한 조항은 은퇴한 대법관들의 연금을 포함하여 많은 정부 급여를 삭감했다. 1932년에 은퇴했던 올리버 웬들 홈스 주니어 대법관은 연금이 연간 2만 달러에서 1만 달러로 절반으로 줄었다. 연금 삭감은 적어도 두 명의 고령 대법관, 윌리스 밴 더반터와 조지 서덜랜드를 은퇴하지 못하게 한 것으로 보인다. 두 사람 모두 나중에 뉴딜의 많은 측면을 위헌으로 판결했다.

### 루스벨트 법무부
루스벨트의 첫 백일 이후 쏟아져 나온 새로운 법률들은 법무부에 감당할 수 없을 만큼 많은 책임을 안겼다. 많은 법무부 변호사들은 뉴딜에 이념적으로 반대했고 백악관의 뉴딜 법안 초안 작성이나 검토에 영향을 미치지 못했다. 이어지는 이념적 정체성 투쟁은 법무부의 비효율성을 증가시켰다. 미국의 내무장관 해럴드 이커스가 불평했듯이, 미국의 법무부 장관 호머 커밍스는 뉴딜 법적 도전에서 발생하는 수많은 사건들을 소송할 책임이 있는 시기에 "단순히 법무부를 정치적 임명자들로 가득 채웠다"고 말했다.
더욱 심각한 것은 루스벨트의 온화한 송무차관 제임스 크로퍼드 빅스 (커밍스가 선택한 엽관제 임명직)가 뉴딜의 입법 발의를 위한 효과적인 옹호자가 되지 못했다는 점이다. 빅스는 1935년 초에 사임했지만, 그의 후임자인 스탠리 포먼 리드는 그다지 나아지지 않았다.
이러한 법무부의 혼란은 정부 변호사들이 종종 실현 가능한 시험 사건과 그에 대한 변론을 육성하는 데 실패했음을 의미했으며, 이는 법정에서 그들을 불리하게 만들었다. 미국의 연방 대법원장 찰스 에번스 휴스가 나중에 지적했듯이, 뉴딜 법안의 상당수가 너무나 형편없이 초안되고 변호되었기 때문에 법원이 이를 지지하지 않았던 것이다.

### 법리적 맥락
학문적 지지를 일부 받는 휴스 대법원에 대한 대중적 이해는 일반적으로 보수파와 진보파로 나뉘었고, 두 개의 중요한 스윙 표가 있었다고 본다. 보수적인 대법관 피어스 버틀러, 제임스 클라크 맥레이놀즈, 조지 서덜랜드, 윌리스 밴 더반터는 "네 명의 기사"로 알려졌다. 그들에 맞서는 진보적인 대법관 루이스 브랜다이스, 벤저민 카도조, 할런 피스크 스톤은 "삼총사"로 불렸다. 미국의 연방 대법원장 찰스 에번스 휴스와 대법관 오언 로버츠는 법원의 스윙 표로 간주되었다. 일부 최근 학술 연구는 이러한 분류가 사법적 차이라기보다 입법적 차이를 시사한다는 점에서 이러한 명칭을 피한다. 1930년대 대법원의 많은 판결이 네 명의 대법관이 각 편에 서고 로버츠 대법관이 전형적인 스윙 표를 행사하는 등 깊이 분열되어 있었던 것은 사실이지만, 이로 인해 나타난 이념적 분열은 사법부의 역할, 헌법의 의미, 그리고 법원의 사법적 견해를 형성하는 데 있어 정부의 각 부처의 각자의 권리와 특권에 관한 미국 법학의 더 큰 논쟁과 관련이 있었다. 그러나 동시에 보수/진보 분열에 대한 인식은 대법관들 자신의 이념적 성향을 반영한다. 윌리엄 로이텐부르크가 관찰했듯이:
일부 학자들은 판사에게 "보수"와 "진보" 또는 "우파, 중도, 좌파"라는 용어를 적용하는 것을 반대하는데, 이는 판사들이 입법자와 다르지 않다는 것을 시사할 수 있기 때문이다. 그러나 법원 구성원들의 사적 서신은 그들이 자신들을 이념적 전사로 생각했다는 것을 분명히 보여준다. 1929년 가을, 태프트는 네 기사 중 한 명인 버틀러 대법관에게 "현재 구성원 중 충분한 수가 계속 살아남아 현재 우리의 태도에 치명적인 역전이 일어나지 않기를" 가장 열렬히 바란다고 썼다.—태프트까지 포함하면 여섯이다.
대법관들 간의 정치적 차이가 무엇이든, 뉴딜 정책의 합헌성에 대한 충돌은 점차 서로 경쟁하게 되는 분명히 다른 법률 철학, 즉 법적 형식주의와 법적 실용주의와 관련이 있었다. 1900년경부터 1920년경까지의 기간 동안, 형식주의와 실용주의 진영은 영미법계에서 사법권의 본질과 정당성에 대해 충돌했는데, 이는 판례—즉, 이전 사법 결정의 총합—를 제외하고는 이러한 법률 분야에 중앙 통제 기관이 없었기 때문이다.
이 논쟁은 헌제성 법률의 영역으로 확산되었다. 실용주의 법학자들과 판사들은 헌법이 유연하게 해석되어야 하며 판사들이 헌법을 사용하여 입법적 실험을 방해해서는 안 된다고 주장했다. 살아있는 헌법으로 알려진 이 개념의 가장 유명한 지지자 중 한 명은 미국 대법원 대법관 올리버 웬들 홈스 주니어였다. 그는 Missouri v. Holland에서 "우리 앞에 놓인 사건은 백 년 전의 말뿐이 아니라 우리의 전체 경험의 빛 속에서 고려되어야 한다"고 말했다. 형식주의자와 실용주의자 간의 갈등은 미국의 헌법을 시간이 지나도 변하지 않는 정적이고 보편적이며 일반적인 문서로 보는 헌법 법학의 변화하지만 여전히 지속되는 견해를 암시했다. 이 사법 철학에 따르면, 사건 해결은 해당 원칙을 단순히 재진술한 다음 논쟁을 해결하기 위해 사건의 사실에 확장하는 것을 요구했다. 이러한 이전의 사법 태도는 루스벨트의 뉴딜 법안의 많은 부분의 입법적 범위와 직접적인 충돌을 일으켰다. 이러한 사법 원칙의 예시는 다음과 같다:
- 초기 미국이 중앙집권적 권위에 대한 두려움으로 인해 국가 권한과 유보된 주 권한 간의 명확한 구별이 필요했다.
- 입법 규제에 민감한 상업 활동의 공공 및 사적 영역 간의 명확한 구분; 및
- "자유 노동" 이데올로기와 로크주의 재산권에 기반한 공공 및 사적 계약 상호작용의 상응하는 분리.[31]

동시에, 정치와 정부의 역할에 대한 발전하는 모더니즘적 사상은 사법부의 역할을 유동적으로 만들었다. 법원은 일반적으로 "수호자 심사"—여기서 판사들은 적절한 입법 진전과 사생활 영역에 대한 다수파의 침해 사이의 경계를 수호했다—에서 "양분된 심사"의 입장으로 이동하고 있었다. 이 접근 방식은 경제 영역에서 다른 정부 부처에 대한 존중을 요구하지만, 기본적인 시민적 및 정치적 자유에 대해서는 적극적으로 사법 심사를 강화하는 방식으로 법률을 분류하는 것을 선호했다. 사법부의 "수호자 심사" 역할에서 느린 변화는 1930년대 사법부의 이념적—그리고 어느 정도는 세대적—분열을 가져왔다. 사법 법안을 통해 루스벨트는 이전의 미국 법리 모드에 묶여 있던 고령 판사들의 우세를 줄임으로써 이러한 사법적 진화를 가속화하려고 했다.

## 법정의 뉴딜

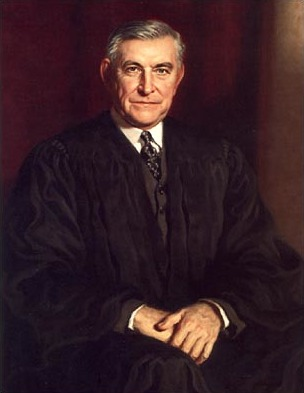
미국의 연방 대법원 대법관 오언 J. 로버츠. 1935년 대법원의 균형은 루스벨트 행정부에게 로버츠가 뉴딜 도전 사건을 어떻게 판결할지에 대한 많은 우려를 안겨주었다.

루스벨트는 첫 임기 초부터 대법원을 경계했으며, 그의 행정부는 뉴딜 법안의 헌법적 도전을 법원에 제기하는 데 느렸다. 그러나 뉴딜 지지자들의 초기 승리는 1934년 초 Home Building & Loan Association v. Blaisdell과 Nebbia v. New York에서 나왔다. 각 사건에서 쟁점은 경제 규제와 관련된 주 법률이었다. 블레이스델 사건은 미네소타주가 모기지 차압에 맞서기 위해 채권자의 구제책을 일시적으로 중단하는 것에 관한 것으로, 일시적인 구제가 실제로 계약 의무를 손상시키지 않는다고 판결했다. 네비아 사건은 뉴욕이 주 경찰권에 따라 우유에 대한 물가통제를 시행할 수 있다고 판결했다. 이 사건들은 뉴딜 법안 자체에 대한 시험은 아니었지만, 두 사건 모두에서 다수 의견에 투표한 오언 로버츠 대법관에 대한 행정부의 우려를 완화할 계기를 마련했다. 네비아 사건에서 법원에 대한 로버츠의 의견도 행정부에게는 고무적이었다.
[T]his court from the early days affirmed that the power to promote the general welfare is inherent in government.

네비아 사건은 또한 특별한 중요성을 지닌다: 이 사건은 법원이 경제 활동의 "공공" 영역과 "사적" 영역 사이의 법리적 구별을 포기한 유일한 사건이며, 이는 주 경찰권 분석에서 법원의 본질적인 구별이었다. 이 결정의 영향은 외부로 퍼져나가 임금 규제, 노동, 그리고 미국 의회의 상업 규제 권한에 대한 다른 교리적 분석 방법에도 영향을 미쳤다.

### 검은 월요일

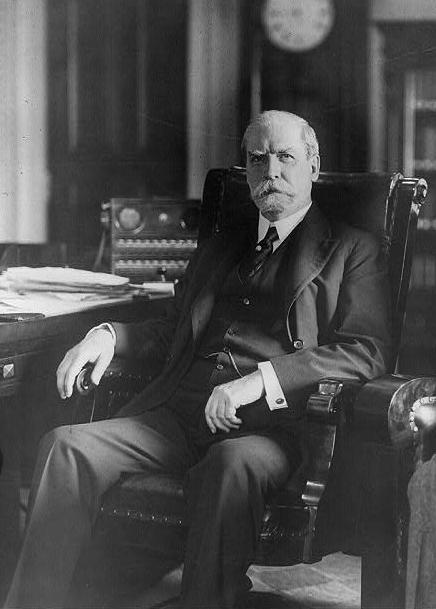
미국의 연방 대법원장 찰스 에번스 휴스. 휴스는 뉴딜에 대한 대법원의 주된 반대가 뉴딜 법안의 형편없는 초안 때문이라고 믿었다.

철도 연금 사건에서 패배한 지 불과 3주 후, 루스벨트 행정부는 1935년 5월 27일 "검은 월요일"에 가장 심각한 좌절을 겪었다. 휴스 대법원장은 그날 법정에서 발표될 결정들을 중요도가 높아지는 순서로 읽도록 배열했다. 대법원은 Humphrey's Executor v. United States, Louisville Joint Stock Land Bank v. Radford, Schechter Poultry Corp. v. United States 세 사건에서 만장일치로 루스벨트에 반대하는 판결을 내렸다.

### 추가 뉴딜 좌절

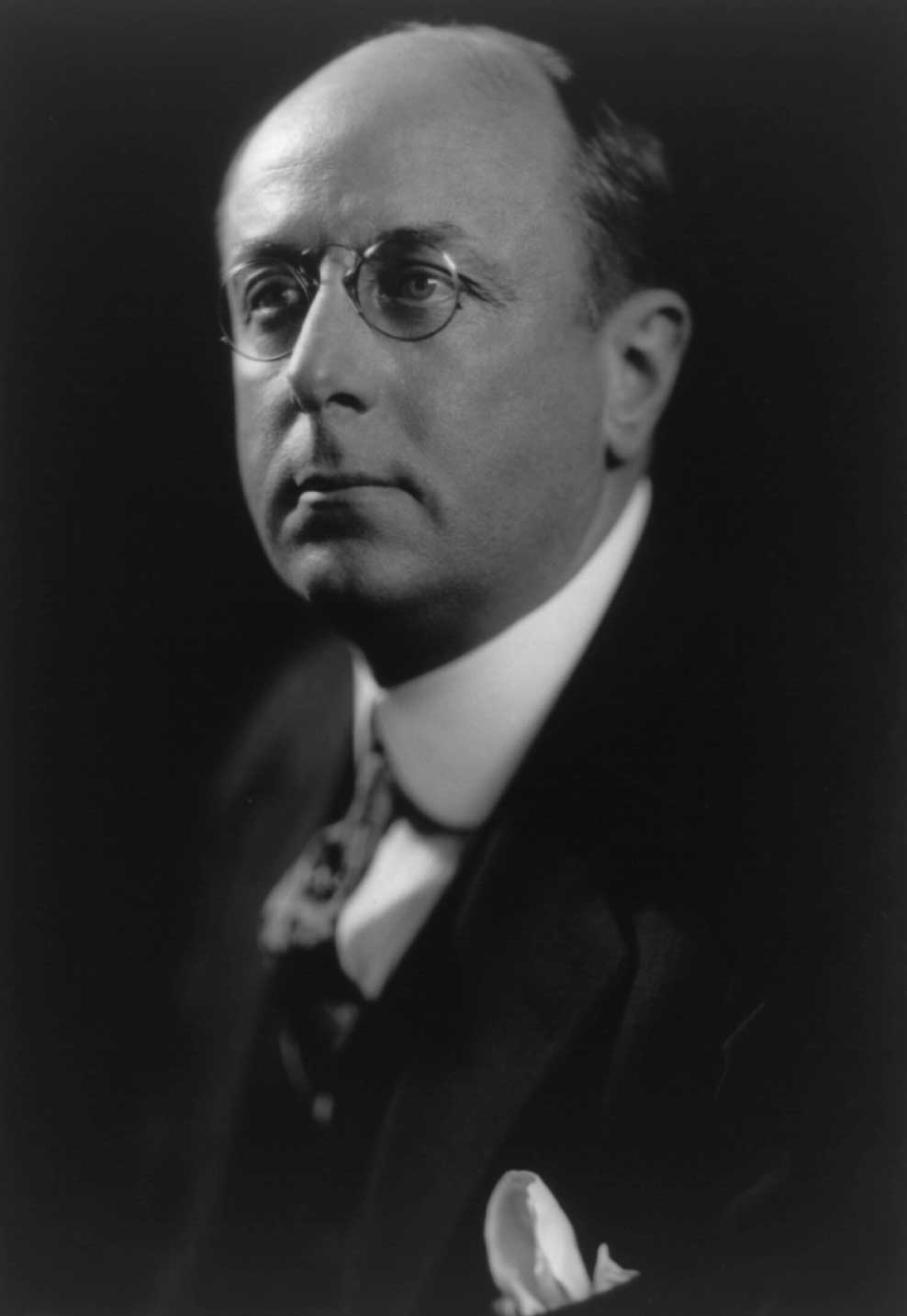
호머 스틸 커밍스 법무부 장관. 뉴딜 법안이 부실하게 작성되어 의회에 도달하는 것을 막지 못한 것이 그의 법무부 장관으로서 가장 큰 단점으로 여겨진다.

개인의 적법 절차와 재산권을 존중하는 데 필요한 기준과 입법 권한의 적절한 대통령 위임이 무엇인지를 제시하는 여러 판례와 함께, 의회는 농업조정법 (AAA)을 신속하게 개정했다. 그러나 뉴딜 지지자들은 휴스 대법원장의 셰히터 판결에서의 상업 조항에 대한 제한적 견해에 대해 AAA가 어떻게 될지 여전히 궁금해했다.

## 개혁 법안의 선례

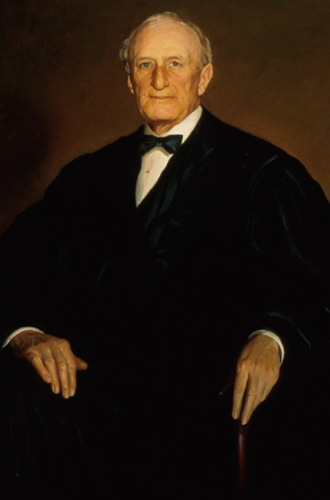
미국의 연방 대법원 대법관 제임스 클라크 맥레이놀즈. 맥레이놀즈가 1914년 미국 법무부 장관 재임 시절 작성한 법률 의견은 루스벨트의 법원 개혁 계획의 가장 유력한 출처로 여겨진다.

법원과의 다가오는 충돌은 1932년 루스벨트가 발표한 선거 운동 성명에서 예고되었다:
1929년 3월 4일 이후, 공화당은 정부의 모든 부서—상원과 하원을 가진 입법부; 그리고 행정부; 그리고 완전함을 더하기 위해, 미국 대법원까지—를 완전히 통제하고 있었다.

1933년 4월 대통령에게 보낸 편지에는 법원을 확장하는 아이디어가 담겨 있었다: "대법관 수가 너무 큰 문제 없이 12명으로 늘어날 수 있다면, 아마도 헌법은 상당히 유연한 것으로 드러날 것이다." 다음 달, 곧 공화당 전국 위원장이 될 헨리 P. 플레처는 우려를 표명했다: "이 정부처럼 완전히 통제력을 가진 행정부는 영국 정부가 상원을 장악하는 것만큼 쉽게 대법원을 장악할 수 있다."

### 해결책 모색
1933년 가을 초부터 루스벨트는 모든 수준에서 공화당이 압도적으로 임명한 연방 사법부를 개혁할 것을 예상하기 시작했다. 루스벨트는 호머 커밍스 법무장관에게 1년 동안 "매우 중요한 입법 프로젝트"를 맡겼다. 이에 미국 법무부 변호사들은 "비밀 프로젝트"에 대한 연구를 시작했고, 커밍스는 가능한 시간을 모두 할애했다. 연구의 초점은 대법원의 사법심사 권한을 제한하거나 제거하는 데 맞춰졌다. 그러나 1935년 가을 갤럽 여론조사에서는 위헌 법률 선언을 할 대법원의 권한을 제한하려는 시도에 대해 다수가 반대하는 것으로 나타났다. 당분간 루스벨트는 관망하며 기다렸다.
다른 대안들도 모색되었다: 루스벨트는 대법원이 소송 허가를 거부하는 비율에 대해 문의하며, 매년 심리하는 사건 수가 적다는 점을 들어 법원을 비난하려 했다. 그는 또한 Ex parte McCardle 사건에 대해 문의하며, 이 사건이 대법원의 상소 관할권을 제한했으므로 의회가 헌법 문제를 판결할 법원의 권한을 박탈할 수 있는지 궁금해했다. 가능한 옵션 범위에는 헌법 개정안도 포함되었지만, 루스벨트는 4분의 3의 주 의회 비준 요건을 들며 이 아이디어를 싫어했고, 반대 세력이 충분히 부유하면 개정안을 너무 쉽게 좌절시킬 수 있다고 언급했다. 또한, 루스벨트는 시간이 부족할 때 개정 절차 자체가 너무 느리다고 판단했다.

### 예상치 못한 답변
호머 커밍스 법무장관은 1936년 12월 16일자 서한에서 프린스턴 대학교 교수 에드워드 S. 코윈으로부터 새로운 조언을 받았다. 코윈은 하버드 대학교 교수 아서 N. 홀콤의 아이디어를 전달했는데, 그는 법원에 대한 대중의 시각이 그들의 나이에 비판적이라는 점을 들어 대법원의 규모를 대법관의 나이에 연동시키라고 제안했다. 그러나 또 다른 관련 아이디어가 커밍스와 그의 조수 칼 맥팔랜드가 법무부의 협력 역사서인 '연방 정의: 정의와 연방 행정부의 역사'를 마무리하던 중 우연히 떠올랐다. 맥레이놀즈 대법관—우드로 윌슨 행정부에서 커밍스의 전임 법무장관 중 한 명이었다—이 작성한 1914년 의견서에는 루스벨트의 현재 대법원 문제와 매우 관련이 깊은 제안이 포함되어 있었다:
70세에 도달하고 10년 동안 재직한 미국 연방 법원 판사들은 전액 연금으로 은퇴할 수 있다. 과거에 많은 판사들이 이 특권을 이용했다. 그러나 일부는 자신의 의무를 적절히 수행할 수 있는 시간을 훨씬 넘어서도 재직했으며, 그 결과 사법 행정은 고통을 겪었다.

나는 연방 법원 판사가 현행법이 부여한 은퇴 특권을 이용하지 못할 경우, 대통령이 상원의 조언과 동의를 얻어 다른 판사를 임명하고, 그 판사가 법원의 업무를 주재하며 기존 판사보다 우선권을 갖도록 하는 법안을 제안한다. 이는 항상 법원의 업무를 신속하고 적절하게 수행할 수 있는 충분히 활동적인 판사의 존재를 보장할 것이다.
맥레이놀즈의 제안 내용과 루스벨트가 나중에 제출한 법안이 너무나 비슷하여 이것이 아이디어의 가장 유력한 출처라고 여겨진다. 루스벨트와 커밍스는 맥레이놀즈를 자기 꾀에 빠지게 할 기회를 또한 즐겼다. 1862년에 태어난 맥레이놀즈는 1914년 자신의 제안을 작성할 당시에는 50대 초반이었지만, 루스벨트의 계획이 제시될 당시에는 70세를 훨씬 넘긴 상태였다.

## 개혁 법안

### 내용
이 법안의 조항은 네 가지 핵심 원칙을 따랐다:
- 대통령이 70세에 도달한 후 6개월 이내에 은퇴하거나 사임하지 않은 10년 이상 재직한 각 연방 판사에게 새로운 젊은 판사를 한 명씩 임명할 수 있도록 허용;
- 대통령이 임명할 수 있는 판사 수에 대한 제한: 대법관은 최대 6명, 하급 연방 법원에서는 최대 2명, 법안 통과 직후 총 50명의 새로운 판사를 할당하는 최대치;
- 하급 법원 판사들이 업무가 과중하거나 밀린 사건을 처리하는 지방 법원으로 자유롭게 이동할 수 있도록 함; 그리고
- 하급 법원이 새로 창설된 "감찰관"을 통해 대법원의 관리를 받도록 함.[54]

후자의 조항은 하급 법원이 혼란 상태에 있고 불필요한 지연이 적절한 사법 행정에 영향을 미치고 있다고 믿었던 제9항소법원의 정력적이고 개혁적인 판사 윌리엄 덴먼의 로비 결과였다. 루스벨트와 커밍스는 제안된 법안과 함께 미국 의회에 보낼 메시지를 작성하며, 사법 효율성의 필요성과 고령 판사들의 밀린 업무를 경감하는 관점에서 논의를 전개하기를 바랐다.
계획을 시작할 날짜는 주로 다른 사건들에 의해 결정되었다. 루스벨트는 1937년 2월 8일부터 시작될 예정이었던 와그너 법 사건에 대한 대법원의 구두 변론 심리가 시작되기 전에 법안을 제출하기를 원했지만, 2월 2일로 예정된 대법원을 위한 연례 백악관 만찬 전에 법안을 제출하고 싶어 하지 않았다. 2월 3일에서 5일 사이에 상원 휴회가 있었고, 주말이 2월 6일에서 7일이었으므로, 루스벨트는 2월 5일로 정할 수밖에 없었다. 다른 실용적인 고려 사항들도 개입했다. 행정부는 법안이 여름 휴회 전에 통과되도록 의회 회기 초기에 법안을 도입하고, 성공할 경우 새로 창설된 재판부 자리에 대한 지명을 위한 시간을 남기기를 원했다.

### 대중의 반응
틀:Listen image
제안된 법안이 발표된 후, 대중의 반응은 엇갈렸다. 대법원은 일반적으로 미국 헌법 자체와 혼동되었기 때문에, 법원을 변경하려는 제안은 이러한 광범위한 대중의 경외심과 마찰을 빚었다. 루스벨트가 직접 계획을 판매하는 데 관여함으로써 이러한 적대감을 완화할 수 있었다. 3월 4일 민주당 승리 만찬 연설에서 루스벨트는 당원들에게 자신의 계획을 지지해 줄 것을 요청했다.
루스벨트는 3월 9일 아홉 번째 노변정담으로 이를 이어갔는데, 이 자리에서 그는 대중에게 직접 자신의 입장을 밝혔다. 연설에서 루스벨트는 대법원의 다수파가 "헌법에 없는, 그리고 결코 의도되지 않은 단어와 함의를 읽어 들이고 있다"고 비난했다. 그는 또한 법안이 뉴딜에 대한 대법원의 반대를 극복하기 위해 필요하다고 직접 주장하며, 국가가 "법원으로부터 헌법을, 그리고 법원 자체로부터 헌법을 구하기 위한 조치를 취해야 할" 시점에 도달했다고 말했다.
이러한 개입을 통해 루스벨트는 잠시 동안 자신의 제안에 대해 호의적인 언론 보도를 얻을 수 있었다. 그러나 일반적으로 언론의 전반적인 반응은 부정적이었다. 1937년 2월에서 5월 사이에 실시된 일련의 갤럽 여론조사는 대중이 제안된 법안에 대해 변동하는 다수로 반대하고 있음을 보여주었다. 3월 말까지 대통령의 개인적인 계획 판매 능력은 제한적임이 분명해졌다:
전체 기간 동안 지지율은 평균 약 39%였다. 법원 확장에 대한 반대율은 3월 24일 최저 41%에서 3월 3일 최고 49%에 이르렀다. 평균적으로 각 표본의 약 46%가 루스벨트 대통령의 제안된 법안에 반대 의견을 나타냈다. 그리고 루스벨트의 초기 추진으로 인한 급증 이후, 법원 개편에 대한 대중의 지지가 빠르게 식어갔음이 분명하다.

법안에 반대하는 의회 서한 캠페인이 시작되어 법안에 대한 의견은 9대 1로 집계되었다. 전국 변호사 협회도 법안에 반대하는 대열에 합류했다. 루스벨트 자신의 미국의 부통령 존 낸스 가너는 상원 회의실 뒤쪽에서 코를 잡고 엄지를 내리며 법안에 대한 불만을 표명했다. 논설위원 윌리엄 앨런 화이트는 2월 6일 칼럼에서 루스벨트의 행동을 "노골적으로 솔직한 척하며 사람들을 아첨하고, 세련된 회피로 미국인들의 민주적 권리와 토론을 부인하는 정교한 연극—이것은 민주적 지도자의 특성이 아니다"라고 평했다.
법안에 대한 반발은 또한 헌법 정부 수호 전국 위원회를 탄생시켰는데, 이 위원회는 1937년 2월 뉴딜 반대자 세 명에 의해 출범했다. 신문 거물인 프랭크 E. 개닛은 자금과 홍보를 제공했다. 다른 두 창립자인 뉴욕의 저명한 변호사 아모스 핀초와 정치 운동가 에드워드 루멜리는 모두 루스벨트 지지자였으나 대통령의 정책에 실망한 사람들이었다. 루멜리는 이 조치에 대한 대중의 반대를 불러일으키기 위해 효과적이고 집중적인 우편 캠페인을 지휘했다. 위원회의 원년 멤버로는 제임스 트루슬로 애덤스, 찰스 코번, 존 헤인즈 홈스, 도로시 톰슨, 새뮤얼 S. 맥클루어, 메리 딤믹 해리슨, 프랭크 A. 밴덜립이 있었다. 위원회 구성원들은 특히 고학력 및 부유층 유권자들 사이에서 법안에 대한 초당적 반대를 반영했다. 개닛이 설명했듯이, "우리는 당 정치, 특히 공화당 진영에서 두드러진 인물을 포함하지 않도록 주의했다. 우리는 위원회가 진보주의자와 민주당원으로 구성되도록 선호하여, 당파적 동기가 있다는 비난을 받지 않도록 했다."
위원회는 사법 법안에 대해 단호한 입장을 취했다. 그들은 이 계획을 비난하는 1,500만 통 이상의 편지를 배포했다. 그들은 특정 유권자 집단: 농업 조직, 농업 출판물 편집자, 그리고 개별 농민을 대상으로 삼았다. 또한 161,000명의 변호사, 121,000명의 의사, 68,000명의 기업 지도자, 그리고 137,000명의 성직자들에게 자료를 배포했다. 소책자, 보도 자료, 그리고 신랄한 표현의 라디오 사설들도 공공 영역에서의 공격의 일부를 형성했다.

### 의회의 반응
처음에는 루스벨트의 법원 개혁 제안에 대해 상하 양원에서 다수의 지지가 있는 것으로 보였다. 상원에서는 조지프 T. 로빈슨이 54명의 상원의원이 루스벨트를 지지한다고 주장했고, 하원에서는 프레드 빈슨이 한 연구에서 언급했듯이 "루스벨트가 자신의 회의실에서 적어도 100표 이상의 다수표를 얻을 수 있다는 것을 알렸다." 그러나 시간이 지남에 따라 의원들 사이에서 이 제안에 대한 반대가 꾸준히 증가했고, 결국 패배로 이어졌다.

### 하원 조치
전통적으로, 행정부가 제안한 법안은 먼저 미국 하원에 제출된다. 그러나 루스벨트는 법안을 발표하기 전에 의회 지도자들과 상의하지 못했고, 이는 하원에서 법안이 통과될 가능성을 완전히 차단했다. 미국 하원 사법위원회 위원장 해턴 W. 섬너스는 법안이 위헌이라고 믿고 이를 지지하지 않았으며, 위원회 내에서 법안을 적극적으로 해체하여 대법원 확장의 주요 효과를 저지했다. 하원에서 강력한 반대에 부딪히자, 행정부는 이 법안을 상원에서 다루도록 조치했다.
공화당 의원들은 이 문제에 대해 능숙하게 침묵하기로 결정하여, 민주당 의원들이 그들을 통합의 힘으로 사용할 기회를 박탈했다. 공화당은 그 후 민주당이 이어지는 상원 싸움에서 분열되는 것을 옆에서 지켜보았다.

## 상원 청문회

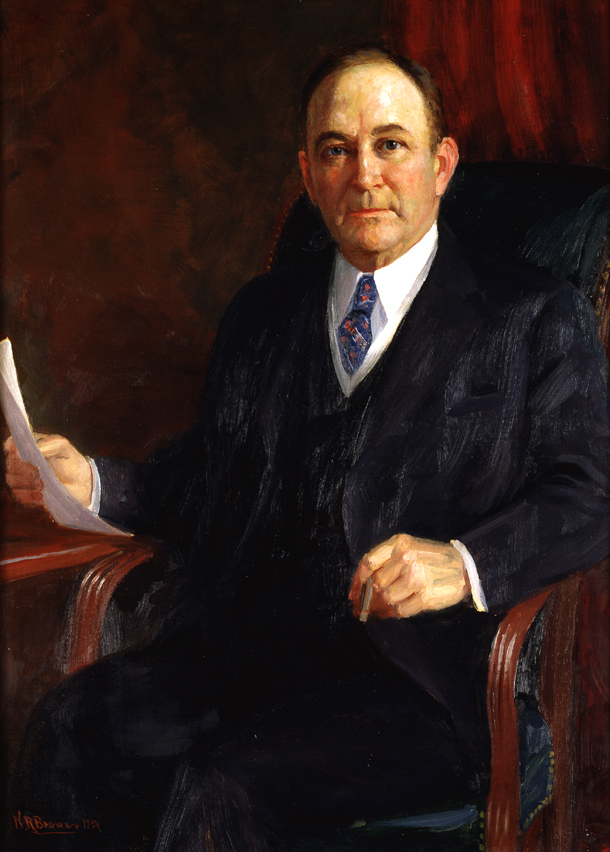
상원 원내대표 조지프 로빈슨. 루스벨트 대통령으로부터 법원 개혁 법안 통과를 위임받았으나, 그의 갑작스러운 죽음으로 제안된 법안은 좌초되었다.

행정부는 1937년 3월 10일 미국 상원 사법위원회 앞에서 법안에 대한 입장을 밝히기 시작했다. 미국의 법무부 장관 커밍스의 증언은 네 가지 기본적인 불만에 근거했다:
- 법원이 뉴딜 법안의 작동을 선점하기 위해 금지명령을 무모하게 사용한 것;
- 은퇴를 거부한 고령 및 병약한 판사들;
- 연방 법원 시스템의 모든 단계에서 밀려 있는 사건들; 그리고
- 연방 법원 시스템에 "새로운 피"를 수혈할 개혁의 필요성.[74]

행정부 자문관 로버트 H. 잭슨이 이어서 증언하며, 대법원의 사법 심사 오용과 다수파의 이념적 관점을 공격했다. 추가 행정부 증인들은 위원회에서 심문을 받았는데, 2주 후에도 행정부 증인의 절반도 채 호출되지 않을 정도였다. 위원회에서 만난 지연 전술에 지친 행정부 관리들은 더 이상 증인을 부르지 않기로 결정했다; 이는 나중에 전술적 실수로 판명되었고, 반대파가 위원회 청문회를 무기한으로 끌도록 허용했다. 행정부의 추가 좌절은 농업 및 노동 이해관계자들이 행정부와 일치하지 못했기 때문에 발생했다.
그러나 법안 반대 세력이 주도권을 잡자, 법안에 대한 대중의 정서가 불확실한 한 청문회를 계속 이어갔다. 반대 진영에서 주목할 만한 것은 하버드 대학교 법학 교수 어윈 그리즈월드의 증언이었다. 특히 그리즈월드의 증언은 루스벨트의 법원 확장 계획이 미국 역사와 법에 선례가 있다는 행정부의 주장을 반박했다. 1789년 창립 이래 대법원의 규모가 확대된 것은 사실이지만, 루스벨트의 경우와 비슷한 이유로 확대된 적은 없었다. 다음 표는 법원의 모든 확대를 나열한다:
| 연도 | 규모 | 제정 법률            | 비고 |
| --- | ---- | -------------------- | --- |
| 1789 | 6    | 1789년 법원조직법    | 미국의 연방 대법원장과 5명의 미국의 연방 대법원 대법관으로 구성된 원형 법원; 3개의 순회 법원 각각에 2명의 법관. (1 Stat. 73)                                                                          |
| 1801 | 5    | 1801년 법원조직법    | 레임덕 연방주의자들은 존 애덤스 대통령 임기 말에 연방 법원을 크게 확장했지만, 들어오는 토머스 제퍼슨 대통령의 사법부 임명을 방해하고 사법부를 지배하기 위해 대법관 수를 4명으로 줄였다.¹ (2 Stat. 89) |
| 1802 | 6    | 1802년 법원조직법    | 민주공화당은 1801년 법원조직법을 폐지했다. 그 사이에 공석이 발생하지 않았으므로, 실제로 법원의 어떤 자리도 폐지되지 않았다. (2 Stat. 132)                                                             |
| 1807 | 7    | 제7순회법원법        | 오하이오주, 켄터키주, 테네시주를 위한 새로운 순회 법원을 창설; 새로운 대법관이 추가되었다. (2 Stat. 420)                                                                                              |
| 1837 | 9    | 제8 및 제9순회법원법 | 앤드루 잭슨 대통령이 임기 마지막 만료일에 서명; 잭슨은 두 명의 대법관을 지명했고, 둘 다 인준되었지만 한 명은 임명을 거부했다. 새로운 마틴 밴 뷰런 대통령이 두 번째 대법관을 임명했다. (5 Stat. 176)   |
| 1863 | 10   | 제10순회법원법       | 캘리포니아주와 오리건주를 담당하는 제10순회법원을 창설; 이를 담당할 대법관이 추가되었다. (12 Stat. 794)                                                                                               |
| 1866 | 7    | 사법순회법           | 미국의 연방 대법원장 새먼 P. 체이스가 이 축소를 위해 로비했다.¹ 급진 공화당 의회는 이전 남부 연방 주들의 영향을 줄이기 위해 법원을 개편하는 기회로 삼았다. (14 Stat. 209)                             |
| 1869 | 9    | 1869년 법원조직법    | 법원 규모를 현재 규모로 설정하고, 중간 순회 법원 판사를 도입하여 순회 재판의 부담을 줄였다. (16 Stat. 44)                                                                                             |
| 참고 |      |                      | |
| 1. 연방 판사는 "선량한 행동" 동안 재직하므로, 연방 법원의 규모 축소는 법원을 폐지하거나 소모를 통해서만 이루어진다—즉, 자리는 공석이 될 때만 폐지된다. 그러나 대법원은 일반적인 입법으로 폐지될 수 없다. 따라서 축소 기간 동안 대법원의 실제 규모는 해당 법률의 제정 이후에도 법률이 규정하는 규모보다 더 클 수 있다. |      |                      | |

행정부의 주장에 해를 끼친 또 다른 사건은 미국의 연방 대법원장 휴스가 상원의원 버턴 휠러에게 작성한 서한이었다. 이 서한은 루스벨트가 주장한, 과중한 업무에 시달리는 대법원이 사건 목록을 따라잡기 위해 소송 허가 청원의 85% 이상을 기각했다는 주장을 직접적으로 반박했다. 휴스에 따르면 사실은 청원 기각이 법원의 사건 부담 때문이 아니라 청원의 결함 때문이었다는 것이다.

## 하얀 월요일
1937년 3월 29일, 법원은 뉴딜 법안을 지지하는 세 가지 판결을 내렸는데, 그 중 두 개는 만장일치였다: West Coast Hotel Co. v. Parrish, Wright v. Vinton Branch, 그리고 Virginia Railway v. Federation. 라이트 사건은 래드포드 사건에서 법원의 이의를 충족시키기 위해 다시 작성된 새로운 프레이저-렘케 법안을 지지했다. 마찬가지로 버지니아 철도 사건은 철도 산업에 대한 노동 규제를 지지했으며, 이 사건에서 논란이 된 철도 노동법을 모델로 한 전국노동관계법 사건이 어떻게 결정될지 예고하는 점에서 특히 주목할 만하다.

## 개혁 법안 실패

### 밴 더반터의 퇴임
1937년 5월 18일, 미국의 연방 대법원 대법관 윌리스 밴 더반터는 1937년 3월 1일 대법원 퇴직법 (공법 75–10; 제75차 의회 제1차 회기에서 제정된 일반 법률 제21장)에 따라 전액 연금 복원이 장려되어 1937년 6월 2일, 임기 종료일에 은퇴할 의사를 밝혔다.
이는 루스벨트가 법원에 대해 제기했던 주요 불만 중 하나를 약화시켰다. 그는 첫 임기 전체에 걸쳐 대법원에 지명할 기회를 전혀 얻지 못했다는 것이었다. 또한 루스벨트에게는 개인적인 딜레마를 안겨주었다. 그는 이미 오래전에 상원 원내대표 조지프 T. 로빈슨에게 첫 번째 법원 공석을 약속했었다. 루스벨트는 법관의 나이를 근거로 법원을 공격했으므로, 64세의 로빈슨을 임명하는 것은 젊은 피를 법원에 수혈하겠다는 루스벨트의 명시된 목표와 모순될 것이었다. 더 나아가, 루스벨트는 로빈슨을 대법관으로 신뢰할 수 있을지 걱정했다. 로빈슨은 루스벨트의 뉴딜 "원수"로 여겨졌고, 우드로 윌슨과 같은 유형의 진보주의자로 간주되었지만, 일부 문제에서는 보수적이었다 (그럼에도 불구하고 로빈슨은 자신을 자유주의자로 여겼다). 그러나 6주 후 로빈슨의 사망으로 이 문제는 해결되었다. 마지막으로, 밴 더반터의 은퇴는 보다 정치적으로 우호적인 법원을 재구성하려는 압력을 완화시켰다.

### 위원회 보고서
밴 더반터 대법관이 은퇴를 발표한 바로 그날, 상원 사법위원회는 루스벨트의 법원 개혁 법안을 중단시켰다. 먼저, 추가로 두 자리만 창설하도록 허용하는 타협 수정안 시도는 10대 8로 부결되었다. 다음으로, 법안을 상원 본회의에 호의적으로 보고하려는 동의도 10대 8로 부결되었다. 그리고 "추천 없이" 법안을 보고하려는 동의도 같은 표차인 10대 8로 부결되었다. 마지막으로, 법안을 반대 의견으로 보고하는 표결이 실시되었고, 10대 8로 통과되었다.
6월 14일, 위원회는 FDR의 계획을 "불필요하고, 헛되고, 완전히 위험한 헌법 원칙의 포기... 전례도, 정당성도 없는" 것이라고 부르는 신랄한 보고서를 발표했다.
이러한 전개 이후 법안에 대한 대중의 지지는 결코 강하지 않았으며 빠르게 사라졌다.

### 본회의 토론
법안 통과를 책임진 로빈슨은 법안 통과에 필요한 표를 얻기 위한 노력을 시작했다. 그 동안 그는 법안에 대한 민주당의 반대를 완화할 또 다른 타협안을 마무리하기 위해 노력했다. 궁극적으로 고안된 것은 해치-로건 수정안으로, 루스벨트의 계획과 유사하지만 일부 세부 사항이 변경되었다: 새로운 보조 판사를 임명할 수 있는 연령 제한은 75세로 늘어났고, 그러한 임명은 연간 1회로 제한되었다.
상원은 7월 2일 대체 제안에 대한 논의를 시작했다. 로빈슨이 선두에 서서 이틀 동안 발언을 이어갔다. 절차적 조치가 사용되어 토론을 제한하고 잠재적인 의사진행방해를 막았다. 7월 12일까지 로빈슨은 피로의 징후를 보이기 시작했고, 가슴 통증을 호소하며 상원 회의장을 떠났다.
1937년 7월 14일, 한 가정부가 조지프 로빈슨이 그의 아파트에서 심장마비로 사망한 것을 발견했다. 그의 곁에는 Congressional Record가 놓여 있었다. 로빈슨이 사라지면서 법안 통과의 모든 희망도 사라졌다. 루스벨트가 리틀록에서 열린 로빈슨의 장례식에 참석하지 않기로 결정했을 때, 그는 자신의 당 상원의원들을 더욱 멀어지게 했다.
워싱턴 D.C.로 돌아온 존 낸스 가너 부통령은 루스벨트에게 "당신은 졌다. 표가 없다"고 알렸다. 7월 22일, 상원은 70대 20으로 사법 개혁 법안을 위원회로 돌려보내기로 투표했고, 상원 본회의의 명시적인 지시에 따라 논란의 여지가 있는 조항들은 삭제되었다.
1937년 7월 29일까지 미국 상원 사법위원회는 새로운 상원 원내대표 앨번 바클리의 지시에 따라 개정된 사법 절차 개혁 법안을 작성했다. 이 새로운 법안은 이전 법안의 하급 법원 개정 목표를 충족했지만, 새로운 연방 판사나 대법관을 규정하지는 않았다.
의회는 개정된 법안을 통과시켰고, 루스벨트는 8월 26일에 이를 법률로 서명했다. 이 새로운 법률은 다음과 같은 내용을 요구했다:
1. 소송 당사자가 헌법적 함의가 있는 사건에 대해 연방 정부에 조기 통지해야 함;
2. 연방 법원은 그러한 사건에 변호사들이 출석할 권리를 부여해야 함;
3. 그러한 사건의 항소는 대법원으로 신속하게 처리되어야 함;
4. 어떤 헌법적 금지명령도 더 이상 한 명의 연방 판사에 의해 집행되지 않고, 세 명에 의해 집행됨; 그리고
5. 그러한 금지명령은 60일 기간으로 제한됨.[101]

## 결과

1937년 9월 17일 제헌절 150주년을 기념하여, FDR은 워싱턴 기념탑 아래에서 대국민 연설을 통해 대법원을 강력히 비판했다.

대통령과 대법원 사이의 갈등으로 시작된 정치적 싸움은 루스벨트와 의회 내 그의 당내 완고한 의원들 사이의 싸움으로 변모했다. 정치적 결과는 광범위하여, 사법 개혁이라는 좁은 문제를 넘어 뉴딜 자체의 정치적 미래에 영향을 미쳤다. 이 싸움으로 인해 루스벨트 정책에 대한 초당적 지지가 대부분 사라졌을 뿐만 아니라, 여론이라는 무대에서의 전반적인 정치적 자본 손실도 상당했다. 민주당은 이어진 1938년 중간 선거에서 미국 상원에서 8석, 미국 하원에서 81석의 순손실을 입었다.
마이클 패리시는 다음과 같이 썼다: "법원 확장 법안을 둘러싼 장기간의 입법 투쟁은 추가 개혁의 동력을 둔화시켰고, 뉴딜 연합을 분열시켰으며, 루스벨트가 1936년 선거에서 얻었던 정치적 이점을 낭비했고, 그를 독재, 폭정, 파시즘으로 비난하는 사람들에게 새로운 탄약을 제공했다. 상황이 진정되었을 때, FDR은 찰스 에번스 휴스 대법원장과 행정부의 의회 반대자들의 손에 humiliating 정치적 패배를 당했다."
1937년 윌리스 밴 더반터 대법관의 퇴임으로, 법원의 구성은 루스벨트의 입법 정책을 지지하는 방향으로 움직이기 시작했다. 1941년 말, 벤저민 카도조 (1938년)와 피어스 버틀러 (1939년) 대법관의 사망, 그리고 조지 서덜랜드 (1938년), 루이스 브랜다이스 (1939년), 제임스 클라크 맥레이놀즈 (1941년), 찰스 에번스 휴스 (1941년) 대법관의 퇴임 이후, 1933년 루스벨트가 물려받은 대법관 중 남은 이는 단 두 명 (당시 대법관에서 대법원장으로 승진한 할런 피스크 스톤, 그리고 오언 로버츠 대법관)뿐이었다.
미래의 미국의 연방 대법원장 윌리엄 렌퀴스트는 다음과 같이 관찰했다:
루스벨트 대통령은 법원 확장 전쟁에서는 졌지만, 대법원 통제 전쟁에서는 이겼다... 어떤 새로운 입법으로도 아닌, 12년 이상 재직하며 아홉 명의 대법관 중 여덟 명을 임명함으로써 말이다. 이런 식으로 헌법은 정부의 정치적 부서에 대한 법원의 궁극적인 책임을 규정한다. [그러나] 사법부의 독립을 구한 것은 다름 아닌 미국 상원—정치적인 기구였다—이 1937년 프랭클린 루스벨트의 법원 확장 계획에서 나섰다.

## 연혁
| 연도 | 날짜      | 사건 | 인용 | 투표 | 판결 |
| 연도 | 날짜      | 사건 | 사건 | 사건 | 사건 |
| ---- | --------- | --- | --- | --- | --- |
| 1934 | 1월 8일   | 홈 빌딩 앤 론 협회 대 블레이스델 사건 | 290 U.S. 398 (1934) | 5–4 | 미네소타주의 채권자 구제책 일시 정지는 합헌 |
| 1934 | 3월 5일   | 네비아 대 뉴욕 사건 | 291 U.S. 502 (1934) | 5–4 | 뉴욕주의 우유 가격 규제는 합헌 |
| 1935 | 1월 7일   | 파나마 리파이닝 컴퍼니 대 라이언 사건 | 293 U.S. 388 (1935) | 8–1 | 1933년 국가산업부흥법, §9(c)는 위헌 |
| 1935 | 2월 18일  | Norman v. Baltimore & Ohio R. Co. | 294 U.S. 240 (1935) | 5–4 | 금 조항 사건: 의회의 계약상 금 지불 조항 폐기는 합헌 |
| 1935 | 2월 18일  | Nortz v. United States | 294 U.S. 317 (1935) | 5–4 | 금 조항 사건: 의회의 계약상 금 지불 조항 폐기는 합헌 |
| 1935 | 2월 18일  | Perry v. United States | 294 U.S. 330 (1935) | 5–4 | 금 조항 사건: 의회의 계약상 금 지불 조항 폐기는 합헌 |
| 1935 | 5월 6일   | Railroad Retirement Bd. v. Alton R. Co. | 295 U.S. 330 (1935) | 5–4 | 철도 퇴직법은 위헌 |
| 1935 | 5월 27일  | 셰히터 가금 회사 대 미국 사건 | 295 U.S. 495 (1935) | 9–0 | 국가산업부흥법은 위헌 |
| 1935 | 5월 27일  | 루이빌 합동 주식 토지 은행 대 래드포드 사건 | 295 U.S. 555 (1935) | 9–0 | 프레이저-렘케 법안은 위헌 |
| 1935 | 5월 27일  | 험프리 집행자 대 미국 사건 | 295 U.S. 602 (1935) | 9–0 | 대통령은 의회가 법으로 정한 사유를 제외하고는 독립 규제 기관의 임명직을 해임할 수 없다.                                                                                       |
| 1936 | 1월 6일   | 미국 대 버틀러 사건 | 297 U.S. 1 (1936) | 6–3 | 농업조정법은 위헌 |
| 1936 | 2월 17일  | Ashwander v. TVA | 297 U.S. 288 (1936) | 8–1 | 테네시강 유역 개발 공사는 합헌 |
| 1936 | 4월 6일   | Jones v. SEC | 298 U.S. 1 (1936) | 6–3 | SEC는 "스타 챔버" 남용으로 비난받음 |
| 1936 | 5월 18일  | 카터 대 카터 석탄 회사 사건 | 298 U.S. 238 (1936) | 5–4 | 1935년 비투멘 석탄 보존법은 위헌 |
| 1936 | 5월 25일  | Ashton v. Cameron County Water Improvement Dist. No. 1 | 298 U.S. 513 (1936) | 5–4 | 1934년 지방 파산법은 위헌으로 판결됨 |
| 1936 | 6월 1일   | Morehead v. New York ex rel. Tipaldo | 298 U.S. 587 (1936) | 5–4 | 뉴욕주의 최저임금법은 위헌 |
| 1936 | 11월 3일  | 루스벨트 압승 | 루스벨트 압승 | 루스벨트 압승 | 루스벨트 압승 |
| 1936 | 12월 16일 | West Coast Hotel Co. v. Parrish 구두 변론 심리 | West Coast Hotel Co. v. Parrish 구두 변론 심리 | West Coast Hotel Co. v. Parrish 구두 변론 심리 | West Coast Hotel Co. v. Parrish 구두 변론 심리 |
| 1936 | 12월 17일 | 미국의 연방 대법원 대법관 오언 로버츠는 패리시 사건에서 논란이 된 워싱턴주의 최저임금 법령을 지지하며 Adkins v. Children's Hospital 판결을 뒤집는 데 찬성표를 던지겠다고 밝힘 | 미국의 연방 대법원 대법관 오언 로버츠는 패리시 사건에서 논란이 된 워싱턴주의 최저임금 법령을 지지하며 Adkins v. Children's Hospital 판결을 뒤집는 데 찬성표를 던지겠다고 밝힘 | 미국의 연방 대법원 대법관 오언 로버츠는 패리시 사건에서 논란이 된 워싱턴주의 최저임금 법령을 지지하며 Adkins v. Children's Hospital 판결을 뒤집는 데 찬성표를 던지겠다고 밝힘 | 미국의 연방 대법원 대법관 오언 로버츠는 패리시 사건에서 논란이 된 워싱턴주의 최저임금 법령을 지지하며 Adkins v. Children's Hospital 판결을 뒤집는 데 찬성표를 던지겠다고 밝힘 |
| 1937 | 2월 5일   | 웨스트 코스트 호텔 최종 컨퍼런스 투표 | 웨스트 코스트 호텔 최종 컨퍼런스 투표 | 웨스트 코스트 호텔 최종 컨퍼런스 투표 | 웨스트 코스트 호텔 최종 컨퍼런스 투표 |
| 1937 | 2월 5일   | 1937년 사법 절차 개혁 법안 ("JPRB37") 발표 | | | |
| 1937 | 2월 8일   | 대법원, 와그너 법 사건 구두 변론 심리 시작 | 대법원, 와그너 법 사건 구두 변론 심리 시작 | 대법원, 와그너 법 사건 구두 변론 심리 시작 | 대법원, 와그너 법 사건 구두 변론 심리 시작 |
| 1937 | 3월 9일   | JPRB37에 대한 전국적 반응 관련 "노변정담" | JPRB37에 대한 전국적 반응 관련 "노변정담" | JPRB37에 대한 전국적 반응 관련 "노변정담" | JPRB37에 대한 전국적 반응 관련 "노변정담" |
| 1937 | 3월 29일  | 웨스트 코스트 호텔 대 패리시 사건 | 300 U.S. 379 (1937) | 5–4 | 워싱턴주의 최저임금법은 합헌 |
| 1937 | 3월 29일  | Wright v. Vinton Branch | 300 U.S. 440 (1937) | 9–0 | 새로운 프레이저-렘케 법안은 합헌 |
| 1937 | 3월 29일  | Virginian Railway Co. v. Railway Employees | 300 U.S. 515 (1937) | 9–0 | 철도 노동법은 합헌 |
| 1937 | 4월 12일  | 전국노동관계위원회 대 존스 앤 롤린 스틸 주식회사 사건 | 301 U.S. 1 (1937) | 5–4 | 전국노동관계법은 합헌 |
| 1937 | 4월 12일  | NLRB v. Fruehauf Trailer Co. | 301 U.S. 49 (1937) | 5–4 | 전국노동관계법은 합헌 |
| 1937 | 4월 12일  | NLRB v. Friedman-Harry Marks Clothing Co. | 301 U.S. 58 (1937) | 5–4 | 전국노동관계법은 합헌 |
| 1937 | 4월 12일  | Associated Press v. NLRB | 301 U.S. 103 (1937) | 5–4 | 전국노동관계법은 합헌 |
| 1937 | 4월 12일  | Washington Coach Co. v. NLRB | 301 U.S. 142 (1937) | 5–4 | 전국노동관계법은 합헌 |
| 1937 | 5월 18일  | "기사" 윌리스 밴 더반터 은퇴 의사 밝힘 | "기사" 윌리스 밴 더반터 은퇴 의사 밝힘 | "기사" 윌리스 밴 더반터 은퇴 의사 밝힘 | "기사" 윌리스 밴 더반터 은퇴 의사 밝힘 |
| 1937 | 5월 24일  | 스튜어드 머신 컴퍼니 대 데이비스 사건 | 301 U.S. 548 (1937) | 5–4 | 사회보장세는 합헌 |
| 1937 | 5월 24일  | 헬버링 대 데이비스 사건 | 301 U.S. 619 (1937) | 7–2 | 사회보장세는 합헌 |
| 1937 | 6월 2일   | 밴 더반터 은퇴 | 밴 더반터 은퇴 | 밴 더반터 은퇴 | 밴 더반터 은퇴 |
| 1937 | 7월 14일  | 상원 원내대표 조지프 로빈슨 사망 | 상원 원내대표 조지프 로빈슨 사망 | 상원 원내대표 조지프 로빈슨 사망 | 상원 원내대표 조지프 로빈슨 사망 |
| 1937 | 7월 22일  | JPRB37, 70대 20의 투표로 "법원 확장" 조항 삭제 지시와 함께 위원회로 회부됨 | JPRB37, 70대 20의 투표로 "법원 확장" 조항 삭제 지시와 함께 위원회로 회부됨 | JPRB37, 70대 20의 투표로 "법원 확장" 조항 삭제 지시와 함께 위원회로 회부됨 | JPRB37, 70대 20의 투표로 "법원 확장" 조항 삭제 지시와 함께 위원회로 회부됨 |
| 1937 | 8월 19일  | 휴고 블랙 상원의원, 미국의 연방 대법원 대법관으로 선서 | 휴고 블랙 상원의원, 미국의 연방 대법원 대법관으로 선서 | 휴고 블랙 상원의원, 미국의 연방 대법원 대법관으로 선서 | 휴고 블랙 상원의원, 미국의 연방 대법원 대법관으로 선서 |

## 같이 보기
- 2기 징크스
- Stop Court-Packing Act
- 미국 대법원 개혁

### 내용주
1. ↑  Parrish, Michael E. (2002). 《The Hughes Court: Justices, Rulings,+and+Legacy》. Santa Barbara: ABC-CLIO, Inc. 24쪽. ISBN 9781576071977. 2013년 10월 31일에 확인함.
2. 1 2  Epstein, at 451.
3. ↑  Leuchtenburg, at 115ff.
4. ↑  Sean J. Savage (1991). 《Roosevelt, the Party Leader, 1932–1945》. University Press of Kentucky. 33쪽. ISBN 978-0-8131-1755-3.
5. 1 2  “Ashurst, Defeated, Reviews Service”. 《뉴욕 타임스》. 1940년 9월 12일. 18면.
6. ↑  Franklin D. Roosevelt Presidential Library and Museum (December 11, 2015). “Franklin D. Roosevelt and the Supreme Court”. 《Presidential Timeline of the National Archives and Records Administration》. Presidential Libraries of the National Archives and Records Administration. December  6, 2015에 원본 문서에서 보존된 문서.
7. ↑  “Fireside Chat (March 9, 1937)”. 《The American Presidency Project》.
8. ↑  Winfield, Betty (1990). 《FDR and the news media》. Urbana, Illinois: University of Illinois Press. 104쪽. ISBN 0-252-01672-6.
9. 1 2 3  Senate Committee on the Judiciary, Reorganization of the Federal Judiciary, S. Rep. No. 711, 75th Congress, 1st Session, 1 (1937).
10. 1 2  300 U.S. 379 (1937)
11. ↑  White, at 308.
12. ↑  McKenna, at 413.
13. ↑  Baker, Richard Allan (1999). 〈Ashurst, Henry Fountain〉.   Garraty, John A.; Carnes, Mark C. 《American National Biography》 1. New York: Oxford University Press. 686–687쪽. ISBN 0-19-512780-3.
14. 1 2  “TSHA | Court-Packing Plan of 1937”.
15. ↑  Ryfe, David Michael (1999). 《Franklin Roosevelt and the fireside chats》. 《The Journal of Communication》 49. 80–103 [98–99]쪽. doi:10.1111/j.1460-2466.1999.tb02818.x. 2013년 1월 5일에 원본 문서에서 보존된 문서.
16. 1 2 3 4  Leuchtenburg, at 156–161.
17. ↑  My Name Is Tom Connally by Senator Tom Connally as told to Alfred Steinberg, Thomas Y. Crowell Company: New York, 1954, P.190-191
18. ↑  Epstein, at 440.
19. ↑  Oliver Wendell Holmes: law and the inner self, G. Edward White pg. 469
20. ↑  McKenna, at 35–36, 335–36.
21. 1 2  McKenna, at 20–21.
22. 1 2 3 4  McKenna, at 24–25.
23. ↑  McKenna, at 14–16.
24. ↑  Schlesinger, at 261.
25. ↑  Jenson, Carol E. (1992). 〈New Deal〉.   Hall, Kermit L. 《Oxford Companion to the United States Supreme Court》. Oxford University Press.
26. ↑  Leuchtenburg, William E. (June 2005). 《Charles Evans Hughes: The Center Holds》. 《North Carolina Law Review》 83. 1187–1204쪽.
27. 1 2 3  White, at 167–70.
28. ↑  252 U.S. 416 (1920)
29. ↑  Gillman, Howard (2000). “Living Constitution”. 맥밀런 참조 미국. 2009년 1월 28일에 확인함.
30. ↑  White, at 204–05.
31. 1 2 3  Cushman, at 5–7.
32. ↑  White, at 158–163.
33. 1 2 3  White, at 203–04.
34. 1 2  Leuchtenburg, at 84.
35. ↑  290 U.S. 398 (1934)
36. ↑  291 U.S. 502 (1934)
37. ↑  Leuchtenburg, at 26.
38. ↑  Nebbia v. New York, 291 U.S. 502, 524 (1934).
39. 1 2  McKenna, at 96–103.
40. ↑  “Pol Sci 3103 Constitutional Politics in the U.S.”. 2011년 7월 20일에 원본 문서에서 보존된 문서. 2011년 2월 5일에 확인함.
41. ↑  Urofsky, at 681–83.
42. 1 2 3  Leuchtenburg, at 83–85.
43. ↑  McKenna, at 146.
44. 1 2 3 4  McKenna, at 157–68.
45. ↑  Leuchtenburg, at 94.
46. ↑  Leuchtenburg, at 98.
47. ↑  McKenna, at 169.
48. ↑  Leuchtenburg, at 110.
49. ↑  Leuchtenburg, at 118–19.
50. ↑  Annual Report of the Attorney General (Washington, D.C.: 1913), 10.
51. ↑  Leuchtenburg, at 120.
52. ↑  McKenna, at 296.
53. ↑  McReynolds, James Clark 보관됨 5월 14, 2009 - 웨이백 머신, Federal Judicial Center, visited January 28, 2009.
54. ↑  Leuchtenburg, at 124.
55. ↑  Frederick, David C. (1994). 《Rugged Justice: The Ninth Circuit Court of Appeals and the American West, 1891-1941》. Berkeley: University of California Press. 181쪽. ISBN 0-520-08381-4. Before long, Denman had championed the creation of additional Ninth Circuit judgeships and reform of the entire federal judicial system. In testimony before Congress, speeches to bar groups, and letters to the president, Denman worked tirelessly to create an administrative office for the federal courts, to add fifty new district judges and eight new circuit judges nationwide, and to end unnecessary delays in litigation. Denman's zeal for administrative reform, combined with the deeply divergent views among the judges on the legality of the New Deal, gave the internal workings of the Ninth Circuit a much more political imprimatur than it had had in its first four decades.
56. ↑  Leuchtenburg, at 113–14; McKenna, at 155–157.
57. ↑  Leuchtenburg, at 125.
58. 1 2 3  Leuchtenburg, at 129.
59. ↑  Perry, Barbara; Abraham, Henry (2004). 〈Franklin Roosevelt and the Supreme Court: A New Deal and a New Image〉.   Shaw, Stephen K.; Pederson, William D.; Williams, Frank J. 《Franklin D. Roosevelt and the Transformation of the Supreme Court》. London: M.E. Sharpe. 13–35쪽. ISBN 0-7656-1032-9. 2013년 10월 31일에 확인함.
60. ↑  Kammen, Michael G. (2006). 《A Machine that Would Go of Itself: The Constitution in American Culture》. New Brunswick, New Jersey: Transaction Publishers. 8–9; 276–281쪽. ISBN 1-4128-0583-X.
61. 1 2  〈Fireside Chat on Reorganization of the Judiciary〉. 《Fireside Chats》. 제9 회. Franklin D. Roosevelt Presidential Library and Museum. 1937년 3월 9일.
62. ↑  Caldeira, Gregory A. (December 1987). 《Public Opinion and The U.S. Supreme Court: FDR's Court-Packing Plan》. 《The American Political Science Review》 81. 1139–1153쪽. doi:10.2307/1962582. JSTOR 1962582. S2CID 144001434.
63. ↑  Caldeira, 1146–47
64. ↑  McKenna, at 303–314.
65. ↑  McKenna, at 285.
66. ↑  Hinshaw, David (2005). 《A Man from Kansas: The Story of William Allen White》. Whitefish, Montana: Kessinger Publishing. 258–259쪽. ISBN 1-4179-8348-5.
67. ↑  Richard Polenberg, "The National Committee to Uphold Constitutional Government, 1937–1941", The Journal of American History, Vol. 52, No. 3 (1965–12), at 582–598.
68. ↑  Frank Gannett, "History of the Formation of the N.C.U.C.G. and the Supreme Court Fight", August 1937, Frank Gannett Papers, Box 16 (Collection of Regional History, Cornell University). Cited in Polenburg at 583.
69. ↑  Polenberg, at 586.
70. ↑  My Name Is Tom Connally by Senator Tom Connally as told to Alfred Steinberg, Thomas Y. Crowell Company: New York, 1954, P.186
71. ↑  My Name Is Tom Connally by Senator Tom Connally as told to Alfred Steinberg, Thomas Y. Crowell Company: New York, 1954, P.187-195
72. 1 2 3 4  McKenna, at 314–317.
73. ↑  McKenna, at 320–324.
74. 1 2 3 4  McKenna, at 356–65.
75. ↑  McKenna, at 381.
76. ↑  McKenna, at 386–96.
77. 1 2 3  McKenna, at 396–401.
78. ↑  May, Christopher N.; Ides, Allan (2007). 《Constitutional Law: National Power and Federalism》 4판. New York: Aspen Publishers. 8쪽.
79. 1 2  McKenna, at 367–372.
80. ↑  300 U.S. 440 (1937)
81. ↑  300 U.S. 515 (1937)
82. 1 2  McKenna, at 420–22.
83. ↑  “New Deal Timeline (text version)”. 2003년 4월 4일에 원본 문서에서 보존된 문서.
84. ↑  Columbia Law Review, Vol. 37, No. 7 (Nov., 1937). pg. 1212
85. ↑  “Schlesinger v. Reservists Committee to Stop the War 418 U.S. 208”. (1974)
86. 1 2 3  McKenna, at 453–57.
87. 1 2  McKenna, at 458.
88. ↑  “Joseph Taylor Robinson (1872–1937) - Encyclopedia of Arkansas”. 《www.encyclopediaofarkansas.net》. The Encyclopedia of Arkansas History & Culture (EOA).
89. ↑  “People Leaders Robinson”.
90. ↑  Farewell to the Party of Lincoln Black Politics in the Age of F.D.R By Nancy Joan Weiss, 2020, P.106
91. 1 2 3 4 5  McKenna, at 460–61.
92. ↑  McKenna, at 480–87.
93. ↑  McKenna, at 319.
94. 1 2  McKenna, at 486–91.
95. ↑  McKenna, at 496.
96. 1 2 3 4  McKenna, at 498–505.
97. ↑  McKenna, at 505.
98. ↑  McKenna, at 515.
99. ↑  McKenna, at 516.
100. ↑  McKenna, at 519–21.
101. 1 2  Black, Conrad (2003). 《Franklin Delano Roosevelt: Champion of Freedom》. New York: PublicAffairs. 417쪽. ISBN 978-1-58648-184-1.
102. ↑  Pederson, William D. (2006). 《Presidential Profiles: The FDR Years》. New York: Facts on File, Inc. 284쪽. ISBN 9780816074600. 2013년 10월 31일에 확인함.
103. ↑  Rothman, Lily (2018년 11월 26일). “The Most Controversial Constitution Day in American History”. 《타임》. 2024년 8월 21일에 확인함.
104. ↑  Parrish, Michael (1983). 《The Great Depression, the New Deal, and the American Legal Order》. 《Washington Law Review》 59. 737쪽.
105. ↑  McKenna, at 522ff.
106. ↑  Rehnquist, William H. (2004). 《Judicial Independence Dedicated to Chief Justice Harry L. Carrico: Symposium Remarks》. 《University of Richmond Law Review》 38. 579–596 [595]쪽.